# 한일병합조약
한일병합조약(한국 한자: 韓日倂合條約) 또는 한국 병합에 관한 조약(일본어: 韓国併合に関する条約 간코쿠 헤이고니 간스루 조야쿠[*])은 1910년 8월 22일에 조인되어 8월 29일 발효된 일본 제국과 친일파 사이에 이루어진 합병조약이다
한일합방조약(한국 한자: 韓日合邦条約)이라고도 불린다. 친일파 이완용과 제3대 한국 통감인 데라우치 마사타케가 불법적인 회의를 거쳐 조약을 통과시켰으며, 조약의 공포는 8월 29일에 이루어져 이날 일본 제국 천황이 한국의 국호를 고쳐 조선이라 칭하는 건과 한국 병합에 관한 조서를 공포함으로써 대한제국은 일본 제국의 식민지가 되었다. 한국에서는 경술국치(한국 한자: 庚戌國恥), 국권피탈(한국 한자: 國權被奪), 등으로 호칭하기도 한다.
을사늑약으로 외교권을 일본에 양도하고 일본의 보호국이 되었고, 정미7조약으로 군대 해산을 당하고, 기유각서로 사법권과 감옥사무까지 잃은 대한제국은 결국 멸망 했고, 일제강점기가 시작되었다. 한편 병합조약 직후 황현, 한규설, 이상설 등 일부 지식인과 관료층은 이를 일방적 압력에 의해 이루어진 늑약으로 보고 극렬한 반대의사를 보였고, 한일 병합 직후 14만 명이 독립운동에 참여하였다.

## 한일 병탄

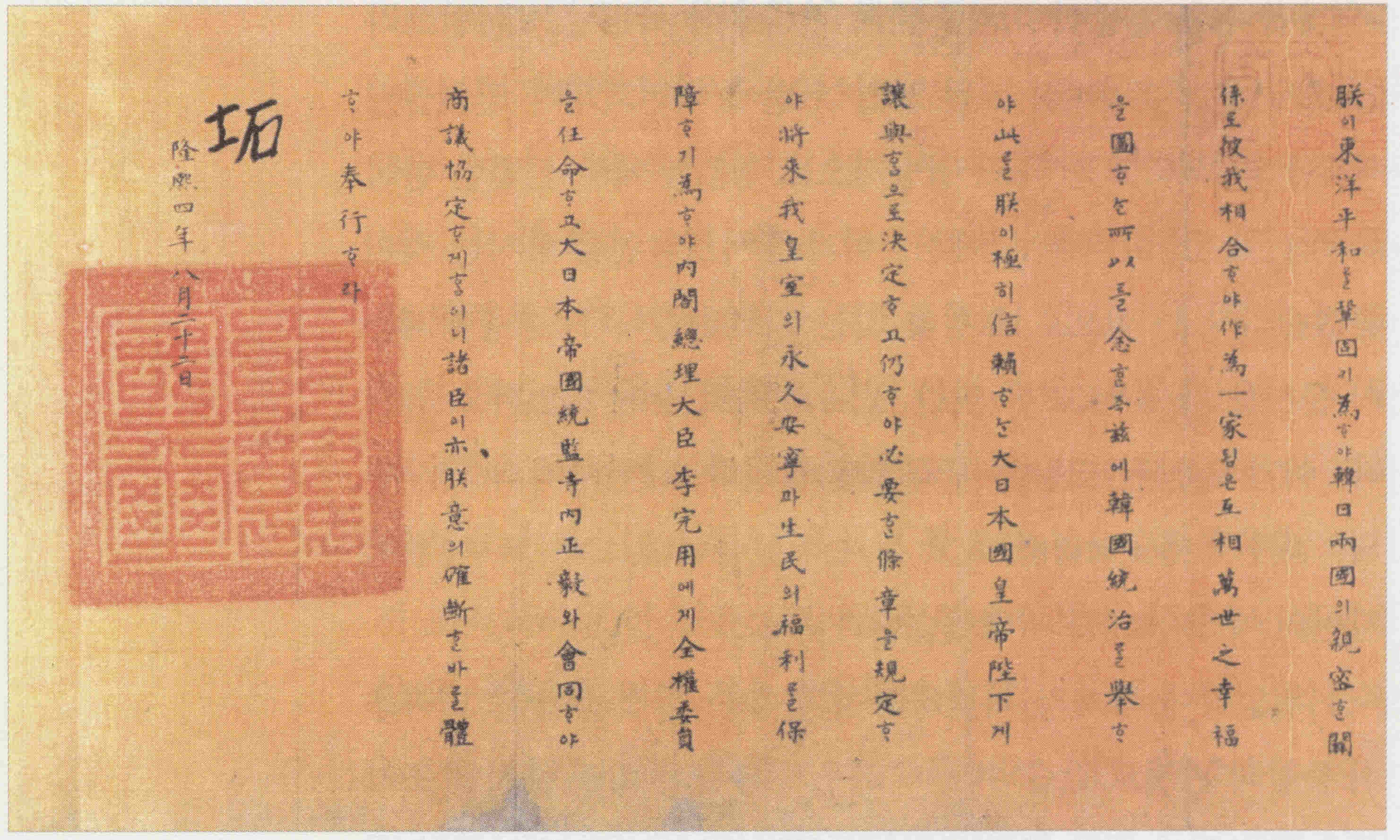
한일 병탄 조약시 전권위임장. 관례와는 다르게 순종의 이름(坧)이 서명에 들어갔다. 그러나 坧은 순종의 친필이 아니다.

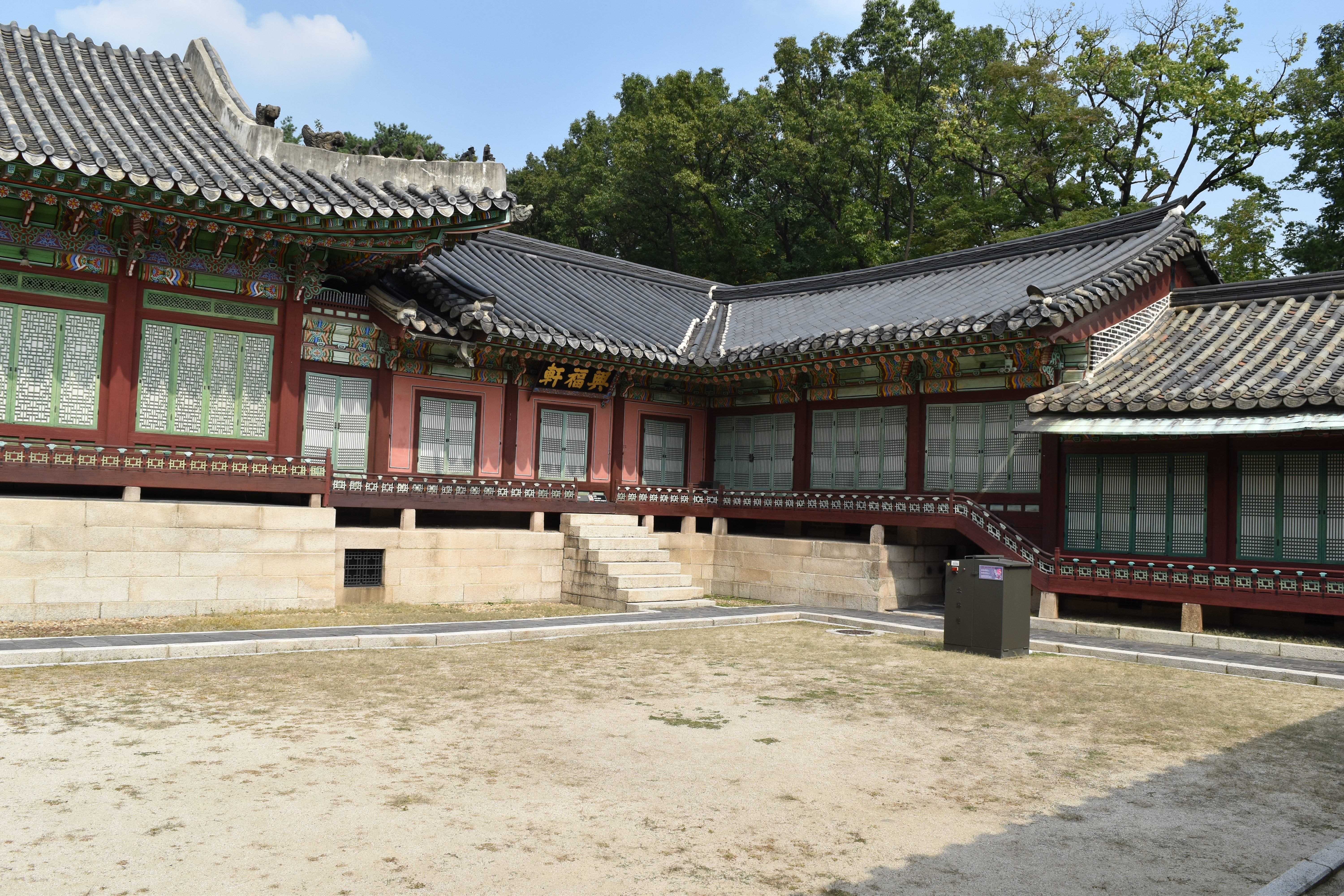
창덕궁 대조전에 있는 흥복헌. 1910년 8월 22일 이곳에서 한일 병합 조약을 찬성하는 마지막 어전회의가 열렸다. 옛 건물은 1917년 화재로 소실되었고 현재 건물을 1920년 중건한 것이다.

일본 제국은 병탄의 방침을 1909년 7월 6일 내각회의에서 이미 확정해 놓고 있던 상태였다. 다만 부작용을 최소화하고 국제적 명분을 얻는 일만 남겨두었다. 일본 제국 정부는 일진회 고문 스기야마 시게마루에게 ‘병합청원’의 시나리오를 준비시키고 있었다. 송병준은 이에 앞서 1909년 2월 일본 제국으로 건너가 매국흥정을 벌였다. 여러 차례 이토 히로부미에게 ‘합병’을 역설한바 있었으나 일본 제국 측의 병탄 계획 때문에 일이 늦어지게 되자 직접 일본 제국으로 건너가서 가쓰라 다로 총리 등 일본 제국의 조야 정객들을 상대로 ‘합병’을 흥정하기에 이른 것이다.
한편 이완용은 송병준의 이런 활동을 눈치채고 통감부 외사국장 고마쓰 미도리와 조선 병탄 문제의 교섭에 나섰다. 이완용은 일본어를 할 줄 모르기 때문에 일본 제국에 유학했던 이인직을 심복 비서로 삼아 미도리와 교섭에 나서도록 했다. 이 무렵 통감부에서는 이완용 내각을 와해시키고 그와 대립 관계에 있던 송병준으로 하여금 내각을 구성하도록 할 것이라는 소문을 퍼뜨리고 있었다. 두 사람의 충성 경쟁을 부추기려는 전술이었다.
송병준 내각이 성립된다면 보복당할 우려가 있을 뿐만 아니라, 합방의 주역을 빼앗길 것을 두려워한 이완용은 “현 내각이 붕괴되어도 그보다 더 친일적인 내각이 나올 수 없다.”면서 자기 휘하의 내각이 조선 합방 조약을 맺을 수 있음을 자진해서 통감부에 알렸다.
이런 시나리오를 연출하면서 일본 제국은 점차 ‘병탄’의 시기가 무르익어가고 있다고 판단, 시게마루를 내세우고 이용구·송병준 등을 이용하여 ‘합방청원서’를 만들도록 부추겼다.
또한 일본 제국은 조약이 누출되어 조약에 반대하는 소요 등이 일어날 것에 대비하여 나남·청진·함흥·대구 등에 주둔한 일본군을 밤을 틈타 서울로 이동시켰다. 조약 체결일인 8월 22일 응원병력과 용산에 주둔한 제2사단이 경비를 섰다.
창덕궁 흥복헌으로 불려온 대신들 중 학부대신 이용직은 조약을 반대하다 쫓겨났고, 이후 이른바 경술국적이라고 불리는 내각총리대신 이완용, 시종원경 윤덕영, 궁내부대신 민병석, 탁지부대신 고영희, 내부대신 박제순, 농상공부대신 조중응, 친위부장관 겸 시종무관장 이병무, 승녕부총관 조민희 8명 친일파 대신은 조약 체결에 찬성, 협조하였다. 이 8명은 한일 병탄 조약 체결 이후 공을 인정받아 조선귀족 작위를 수여받았다.

## 한일병합조약 전문
대한제국 황제와 일본국 황제는 두 나라 사이의 특별히 친밀한 관계를 고려하여 상호 행복을 증진시키며 동양의 평화를 영구히 확보하자고 하며 이 목적을 달성하고자 하면 대한제국을 일본국에 병합하는 것이 낫다는 것을 확신하고 이에 두 나라 사이에 합병 조약을 체결하기로 결정하였다.
이를 위하여 대한제국 황제는 내각 총리 대신(內閣總理大臣) 이완용(李完用)을, 일본 황제 폐하는 통감(統監)인 자작(子爵) 사내정의(寺內正毅, 데라우치 마사타케)를 각각 그 전권 위원(全權委員)으로 임명하는 동시에 위의 전권 위원들이 공동으로 협의하여 아래에 적은 모든 조항들을 협정하게 한다.
1. 대한제국 황제는 한국 전체에 관한 일체 통치권을 완전히 또 영구히 일본 황제 폐하에게 양여함.
2. 일본국 황제는 앞조항에 기재된 양여를 수락하고, 완전히 대한제국을 일본 제국에 병합하는 것을 승락함.
3. 일본국 황제는 대한제국 황제, 태황제 폐하, 황태자 전하와 그들의 황후, 황비 및 후손들로 하여금 각기 지위를 응하여 적당한 존칭, 위신과 명예를 누리게 하는 동시에 이것을 유지하는데 충분한 세비를 공급함을 약속함.
4. 일본국 황제는 앞 조항 이외에 한국황족 및 후손에 대해 상당한 명예와 대우를 누리게 하고, 또 이를 유지하기에 필요한 자금을 공여함을 약속함.
5. 일본국 황제는 공로가 있는 대한제국인으로서 특별히 표창하는 것이 적당하다고 인정되는 경우에 대하여 영예 작위를 주는 동시에 은금(恩金)을 줌.
6. 일본국 정부는 앞에 기록된 병합의 결과로 완전히 대한제국의 시정을 위임하여 해당 지역에 시행할 법규를 준수하는 대한제국인의 신체 및 재산에 대하여 전적인 보호를 제공하고 또 그 복리의 증진을 도모함.
7. 일본국 정부는 성의충실히 새 제도를 존중하는 한국인으로 적당한 자금이 있는 자를 사정이 허락하는 범위에서 한국에 있는 제국 관리에 등용함.

본 조약은 대한제국 황제와 일본 황제의 재가를 받은 것이므로 공포일로부터 이를 시행함.
위 증거로 삼아 양 전권위원은 본 조약에 기명 조인함.
융희 4년 8월 22일 내각총리대신 이완용
메이지 43년 8월 22일 통감 자작 데라우치 마사타케

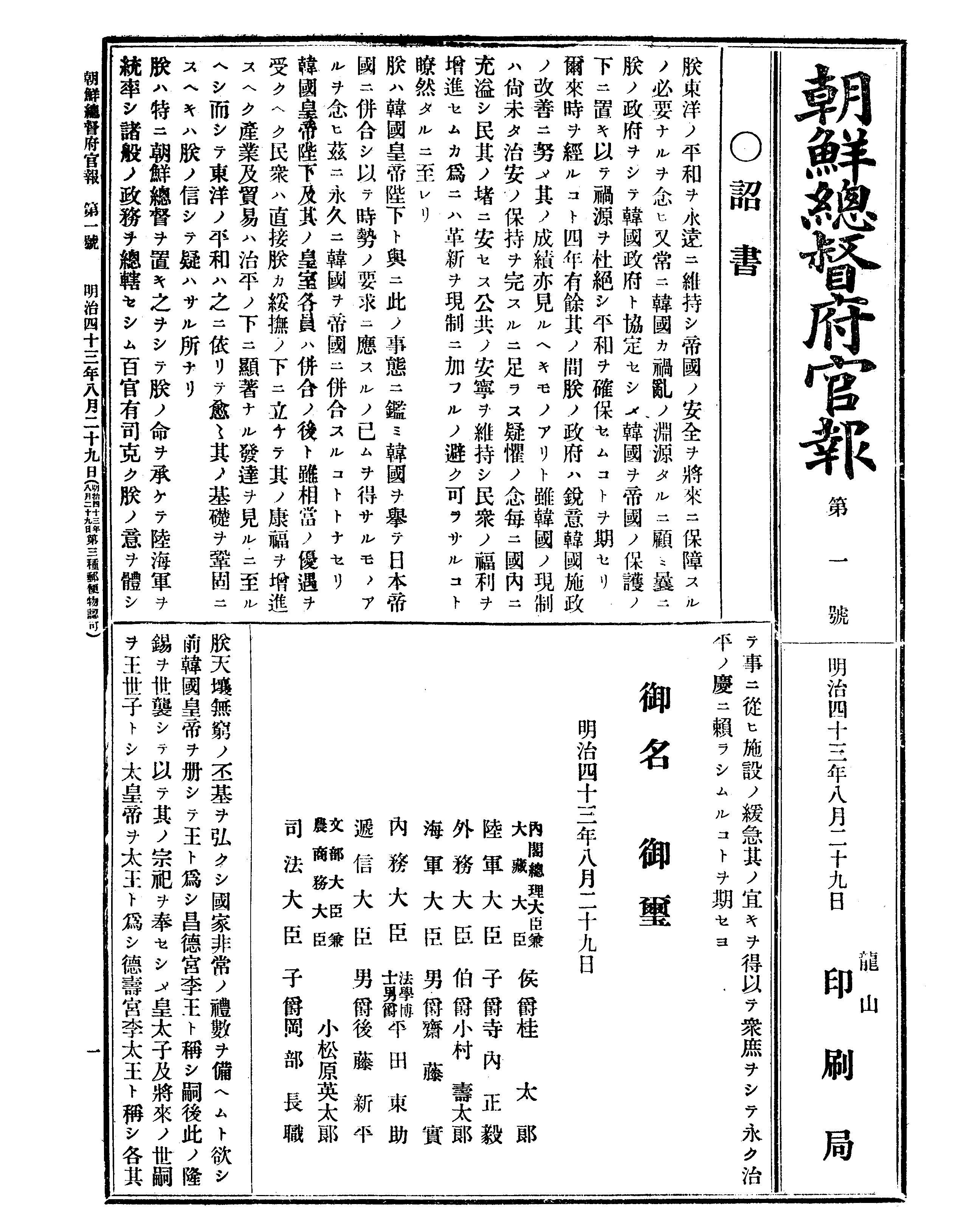
1910년 8월 29일에 발행된 조선총독부 관보에 게재된 한일 병합 조약의 일본어 원문
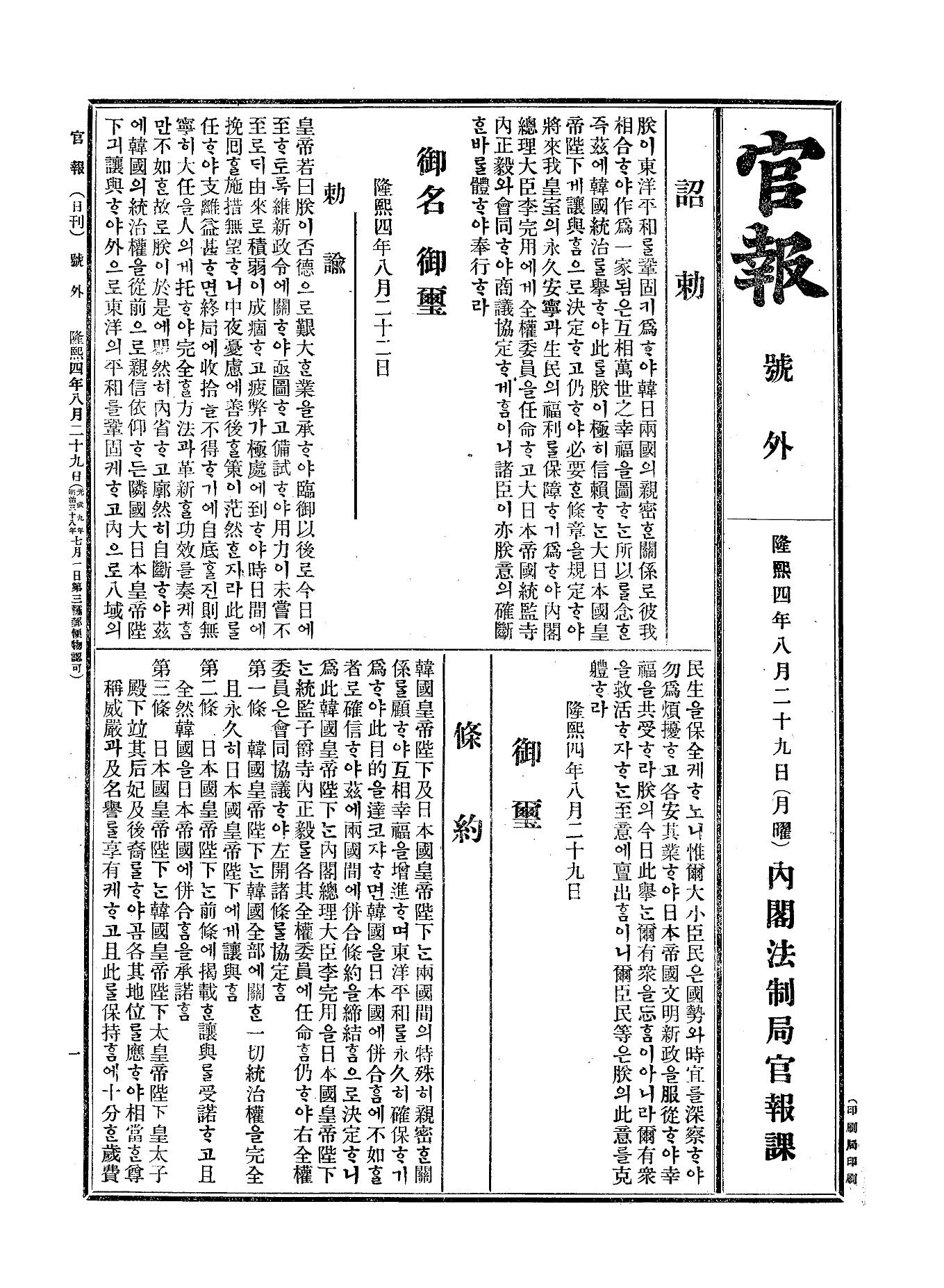
1910년 8월 29일에 발행된 관보에 게재된 한일 병합 조약의 한국어 원문

## 체결 직후

### 왕의 친정체제에서 입헌군주제로 전환
1900년 대한제국 돈녕원(敦寧院)이 개설되면서 부활하였던 귀족원이 1910년 일제의 강점으로 영구히 폐지된다. 이때 돈녕원은 왕의 외척이나 과거에 합격하지 못한 먼 친척들을 대우하여 직함을 주기 위한 관부에 불과하였다. 1890년 의회가 개설된 일본은 정부가 1892년 중의원(衆議院)을 해산하고 선거에 간섭하였으나 입헌군주제 국가였다.

### 국민의 권리를 헌법 규정의 범위 안에서 보장

#### 자연법 사상의 법제화
일본에는 1889년에 흠정(欽定)의 대일본제국헌법이 공포되어 있었다. 그에 따라 제한적이지만 헌법이 규정하는 범위에 한해 종교, 직업, 언론 등의 자유라는 국민의 권리가 인정되게 된다. 시민혁명이 철저하게 수행되지 못한 나라의 체제 하에서는 자연법 사상이 부정되고 실정법 위주의 법사상, 법실증주의(法實證主義)로 대체되며, 천부인권과 저항권은 부정된다.

#### 신앙의 자유를 제도상 보장
신도 국교화정책이 국내외의 비판을 받게 되자 일본 정부는 1882년 “신사신도(神社神道)는 국가의 제사이며, 종교가 아니다”라고 주장함으로써 오히려 신사신도의 초종교적 절대우위를 확립하고 제사와 종교의 분리 조치를 취하며 신사신도의 초종교적 절대우위를 확립하고, 신교의 자유, 정교분리론에 의한 국내외의 비판을 봉쇄하고자 하였다. 종교에 대해서는 1889년 2월 발표 포고한 《제국헌법》 제28조에서 “일본 신민(臣民)은 안녕 질서를 방해하지 않고 의무에 어긋나지 않는 한에서 신교(信敎)의 자유를 갖는다”고 규정하여 제한적 범위에서만 신앙의 자유를 허용하고 있었다.
고려대학교의 전신인 대한제국 고종의 재정적 후원을 받아 설립된 보성전문학교가 운영난을 겪다가 2010년 12월 천도교 측에 인수된다.

## 대한민국과 일본의 을사조약 무효 재확인
대한민국과 일본은 1965년 6월 22일 한일기본조약에서 한일 병탄 조약을 포함하여 대한제국과 일본 제국 간에 체결된 모든 조약 및 협정이 이미 무효임을 한 번 더 확인하였다.
단, 이에 관한 해석은 양자에 있어서 서로 다르다. 대한민국 측에서는 '체결부터 원천적 무효'임을 주장한 반면, 일본 측에서는 '대한민국 정부 수립으로 인해 현 시점(1965년)에서는 이미 무효'라고 주장한 것이다. 대한민국 대법원은 2018년 10월 30일에 한일 병합이 원천적으로 무효임을 확인하면서, 강제징용 피해자의 일본 기업에 대한 손해 배상 청구권을 인정하였다.

## 논란

### 불법론
대부분의 대한민국 법학자들은 한일 병탄 늑약이 불법이라고 주장한다. 불법론자들은 이 조약에는 순종 황제의 최종 승인 절차에 결정적인 결함이 있는 것으로 나타났다고 주장한다. 즉 이완용에게 전권을 위임한다는 순종의 위임장은 강제로 받아낼 수 있었으나 가장 중요한 최종 비준을 받는 절차가 생략되었다는 것이다.
불법론자들은 그 증거는 조약문 안에 고스란히 남아 있다고 주장한다. 조항 제8조에는 '양국 황제의 결재를 받았다'라고 적고 있으나, 조약문의 어떤 내용도 최종 비준 이전에는 효력을 발휘할 수 없다는 점을 상기할 때 재가 사실을 미리 명시하는 것은 상식 밖의 일이라는 주장이다.
또한 병탄을 최종적으로 알리는 조칙에 옥새는 찍혀 있지만 순종의 서명이 빠졌다는 점이다. 불법론자들은 조칙이 성립하려면 옥새와 함께 서명이 들어가야 하는데, 결국 한일 병탄 조약이 불법적이라는 것은 옥새와 그에 따르는 의전절차가 무시되었다는 것을 통해서도 입증할 수 있다고 주장한다.
서울대학교 국사학과 이태진 교수는 “한일합방조약을 알리는 황제의 칙유가 일본정부에 의해 작성됐으며, 순종이 이에 대한 서명을 거부했거나 하지 않은 사실이 자료로 확인됐다”고 주장했다.
이 교수는 그 근거로 8월 29일 공포된 황제칙유에는 대한국새가 아닌 1907년 7월, 고종황제 강제 퇴위 때 일본이 빼앗아간 칙명지보가 찍혀 있다는 점을 들었다. 국가간의 조약에는 국새가 찍혀야 하는데, 칙명지보는 행정결제용 옥새이기 때문에 순종의 정식 제가가 이루어졌다고 보기 힘들다는 것이다. 또, 1907년 11월 이후 황제의 조칙문에 날인해온 황제의 서명 ‘척(坧)’(순종의 이름)이 빠져 있는 점을 들었다. 당시 순종은 일본 제국 측의 병탄에 직면해 전권위원위임장에는 국새를 찍고 서명할 수밖에 없었으나 마지막 비준절차에 해당하는 칙유서명은 완강히 거부했다.
이어서 이태진 교수는 “한일강제합방조약의 법적결함은 결국 국제법상으로만 보아도 조약불성립론을 입증하며 1910년 이후 한국과 일본의 관계는 식민통치도 아니고 일본이 한국을 불법적으로 강점한 상태”라고 주장했다.
1965년 한일기본조약(대한민국과 일본국간의 기본관계에 관한 조약) 제2조에서는 이 조약의 불법성을 시사하는데, 이는 평화조약을 새로맺는 시점에 무효화된 것이 아니라 조약체결 당시부터 원천무효라고 주장한다.

### 합법론
대부분의 일본 법학자들은 한일 병합 조약을 합법적이라고 주장하고 있다. 그들이 주요한 근거로 내세우는 것은 '조약문 자체에서 형식적인 문제가 없으며, 국제법상 조약에 준수한 조약이라는 것'이다. 즉, 일본제국은 을사조약이 가졌던 여러 가지 부당함을 의식했던 것이지 한일병합조약에는 위임장, 조약문, 황제의 조칙 등 형식적인 문서들이 갖추어져 있기 때문에 한일병합은 불법적인 게 아닌 합법적이라는 것이 주 견해이다.  불법론에서 주장하는 국제법상의 조약불성립론은 주로 조약법에 관한 빈 협약에 근거를 두고 있는데, 이것은 1980년에 발효된 것이므로 무효사유로서의 적용은 소급적용이 되며, 불가능하다. 또 당시의 국제관습법을 어긴 것이라는 주장에 대해서도 당시 제국주의적 침략이나 국가 지도자에 대한 매수, 위협이 성행하던 시대상을 고려하면, 해당 사항에 대한 법적 확신이 부족하므로 국제관습법 또한 아니라는 주장을 펼치고 있다.
현재 한일 병합 조약의 당사자인 대한제국은 대한민국으로, 일본 제국은 일본국으로 변화하였고, 대한민국과 일본국의 관계를 명시한 1965년 한일기본조약 제2조에서는 이 조약의 불법성을 시사하는데, 이를 근거로 조약 당시부터 무효(상대적, 절대적 사유를 모두 포함하여) 가 아니라, 평화조약을 맺는 시점부터 무효화된 것이라고 주장한다.

## 최근 상황
일본에선 NHK가 정부의 지원하에 '한일강제합방 100주년 특집'을 준비하면서, 강제 병탄을 합법적인 것으로 비치게 한다는 우려를 낳았다.
2010년 5월 10일, 한일 강제병탄 100주년을 맞아 한국의 대표 지식인 109명은 서울 중구 프레스센터에서, 일본 지식인 105명은 도쿄 일본교육회관에서 각각 기자회견을 열고 ‘한일 병합이 원천무효’라는 내용의 성명을 발표했다.
이들은 “한국병합은 대한제국의 황제로부터 민중에 이르기까지 모든 사람의 격렬한 항의를 군대의 힘으로 짓누르고 실현한 제국주의 행위이며 불의부정(不義不正)한 행위”라며 “조약의 전문(前文)도 거짓이고 본문도 거짓”이라고 밝혔다.
이들은 “조약 체결의 절차와 형식에도 중대한 결점과 결함이 보이고 있으며, 한국병합에 이른 과정이 불의부당하듯 한국병합조약도 불의부당하다”라고 지적했다.
성명서에는 한일병탄 조약을 애초부터 불법 무효로 해석한 한국정부의 해석이 맞으며, 한국의 독립운동 역시 불법운동이 아니라는 취지의 내용도 포함됐다.

## 한국의 식민지 지배화
- 한일의정서 (광무 8년, 1904년 2월)
- 대한시설강령 (광무 8년, 1904년 5월)
- 제1차 한일 협약 (광무 8년, 1904년 8월)
- 제2차 한일 협약 (광무 9년, 1905년 11월)
- 제3차 한일 협약 (융희 원년, 1907년7월)
- 기유각서 (융희 3년, 1909년 7월)
- 한일 병탄 늑약 (융희 4년, 1910년 8월)

## 같이 보기
- 아우스글라이히(키에제제시)
- 조미 수호 통상 조약
- 가쓰라-태프트 밀약(TKSA, 1905년 7월 29일) - 조미 수호 통상 조약에 대한 미국측의 일방적 파기
- 대한제국
- 통감부
- 일본 제국
- 이완용
- 조선총독부
- 데라우치 마사타케
- 덴하흐 (소설)[20]
- 대한민국 임시정부
- 한일 병합
- 박정희 정부#을사조약과 한일병합조약을 무효로 인정하는 한일기본조약 체결